# Lunar Atmosphere and Dust Environment Explorer

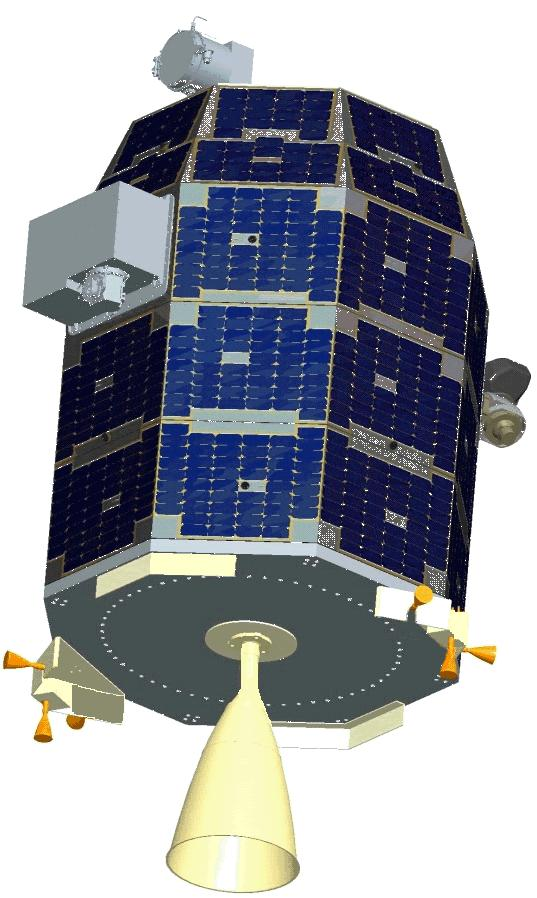
LADEE (Entwurf 2009)

Lunar Atmosphere and Dust Environment Explorer (LADEE) war eine unbemannte Mondmission der NASA, die die Atmosphäre und den Staub des Mondes untersuchte. LADEE ist Teil des Lunar-Quest-Programms zur Erforschung des Mondes.

## Planung
Der Start von LADEE war zunächst als Sekundärnutzlast zusammen mit den beiden GRAIL-Sonden auf einer Delta-7925H-Rakete von der Cape Canaveral Air Force Station aus geplant, doch reichte der zur Verfügung stehende Platz später nicht mehr aus. Der Start erfolgte am 7. September 2013 um 03:27 UTC auf einer Minotaur-V-Rakete vom Mid-Atlantic Regional Spaceport.

## Aufbau
LADEE wurde gemeinsam vom Ames Research Center (ARC) und dem Goddard Space Flight Center (GSFC) entwickelt. Das ARC war für das Raumfahrzeug zuständig, das GSFC für die drei wissenschaftlichen Instrumente:
- ein Massenspektrometer
- ein Ultraviolett-Spektrometer
- ein Staubeinschlagszähler[4], der an der University of Colorado entwickelt wurde

Der Mondsatellit war bei einem Durchmesser von ca. 1 m und einer Höhe von ca. 2 m unbetankt etwa 130 kg schwer und bestand aus mehreren Modulen, die Antriebssysteme und Instrumente enthielten. Das Antriebssystem für den Einschuss in die Mondumlaufbahn wurde von Space Systems/Loral entwickelt. Die Stromversorgung erfolgte über Solarzellen, die die Seitenflächen des Satelliten bedeckten.

## Zielsetzungen
Die Sonde sollte folgende Aufgaben erfüllen:
1. Bestimmung der globalen Dichte, Zusammensetzung und zeitlichen Veränderung der extrem dünnen lunaren Atmosphäre, bevor sie durch weitere menschliche Aktivitäten auf dem Mond verändert wird.
2. Untersuchung, ob die von Apollo-Astronauten beobachteten diffusen Emissionen von Natriumdampf oder lunarem Staub herrühren.
3. Dokumentierung der Einschlagrate und Größe von Staubpartikeln in der Mondumgebung, um zukünftige Missionen besser planen zu können.
4. Technische Demonstration eines optischen Lasers zur Kommunikation mit bis zu 600 Mbps Bandbreite (Lunar Laser Communications Demo, LLCD).

## Missionsverlauf
Die Mission war auf etwa 160 Tage angelegt. Davon entfielen 30 Tage auf den Flug zum Mond und den Einschuss in die Mondumlaufbahn, 30 weitere Tage zum Testen der Instrumente und des Satelliten sowie 100 Tage für wissenschaftliche Untersuchungen. Im Februar 2014 wurde die Mission um weitere 28 Tage verlängert, während denen die Sonde in einem Abstand von 5 Kilometern oder weniger zur Mondoberfläche flog. Die Forscher erhofften sich dadurch neue Erkenntnisse zur Atmosphäre bzw. Exosphäre des Mondes. Die Sonde schlug am 18. April zwischen 04:30 und 05:22 Uhr auf der Mondrückseite auf. Zuvor hatte LADEE die Mondfinsternis vom 15. April überstanden; eine Phase, bei der die Solarzellen im Erdschatten über einen längeren Zeitraum kein Sonnenlicht empfangen konnten, so dass die Batterien tiefer entladen wurden und die Temperatur der Raumsonde stärker absank, als es bei den regulären Durchgängen durch den Mondschatten der Fall war.